# Talaus niger
Talaus niger là một loài nhện trong họ Thomisidae.
Loài này thuộc chi Talaus. Talaus niger được miêu tả năm 2008 bởi Guo Tang et al.